# جلال أباد (شهر أباد)
جلال أباد (بالفارسية: جلال‌آباد) هي قرية تقع في إيران في قسم شهر أباد الريفي. يقدر عدد سكانها بـ 843 نسمة .